# Eupachytoma
Eupachytoma es un género de insecto coleóptero de la familia Chrysomelidae.

## Especies
Las especies de este género son:
- Eupachytoma gigantea (Illiger, 1800)
- Eupachytoma maculicollis (Karsch, 1881)
- Eupachytoma mechowi (Weise, 1888)
- Eupachytoma oblonga (Laboissiere, 1922)
- Eupachytoma obscura (Gahan, 1892)
- Eupachytoma orientalis (Laboissiere, 1927)
- Eupachytoma quedenfeldti (Weise, 1888)
- Eupachytoma rugosa (Laboissiere, 1922)
- Eupachytoma similis (Laboissiere, 1922)
- Eupachytoma smaragdina (Weise, 1900)
- Eupachytoma truncata (Weise, 1888)
- Eupachytoma variegata (Laboissiere, 1920)